# Raymond (Mississippi)
Pour les articles homonymes, voir Raymond.
La ville de Raymond est le siège du comté de Hinds, situé dans l'État du Mississippi, aux États-Unis.
En 1829, le président Andrew Jackson envoya une commission d'experts pour trouver un lieu central pour implanter le futur siège du comté de Hinds. Le choix se porta sur un endroit près d'une crête nommée Raymond depuis l'époque de la Louisiane française.
La bataille de Raymond s'est déroulée le 12 mai 1863 pendant la campagne de Vicksburg de la guerre de Sécession.